# Nguyễn Văn Thắng (chính khách)
Nguyễn Văn Thắng (sinh ngày 12 tháng 9 năm 1973) là một doanh nhân và chính trị gia người Việt Nam. Ông hiện là Bộ trưởng Bộ Tài chính trong Chính phủ Phạm Minh Chính, Ủy viên Ban Chấp hành Trung ương Đảng Cộng sản Việt Nam khóa XIII, Đại biểu Quốc hội khóa XIV, XV, nguyên Bí thư Tỉnh ủy Điện Biên, Trưởng Đoàn đại biểu Quốc hội khóa XIV, XV tỉnh Điện Biên, nguyên Bộ trưởng Bộ giao thông vận tải

## Xuất thân
Ông có nguyên quán ở xã Mỹ Đình, huyện Từ Liêm, thành phố Hà Nội. Ông hiện cư trú ở Số nhà 55, Xóm Nội, Tổ dân phố Phú Mỹ, phường Mỹ Đình 2, quận Nam Từ Liêm, thành phố Hà Nội.

## Giáo dục
- Năm 1995, ông tốt nghiệp hệ Cao đẳng Ngân hàng tại Học viện Ngân hàng.[4]
- Từ 1993 đến 1996, cử nhân Đại học Ngoại ngữ (nay là Trường Đại học Hà Nội), chuyên ngành tiếng Anh.[6]
- Từ 1999 đến 2000, Cử nhân Trường Đại học Tài chính Kế toán Hà Nội, chuyên ngành Tài chính - Tín dụng.[4][6]
- Từ 2002 đến 2004, Thạc sĩ Học viện Ngân hàng, chuyên ngành Tài chính - Ngân hàng.[6]
- Từ 2007 đến 2013, tiến sĩ Kinh tế ngành Tài chính lưu thông tiền tệ tại Học viện Tài chính.[4][6][7][8]
- Từ 2011 đến 2013, Cao cấp lý luận chính trị - Hành chính ở Học viện Chính trị - Hành chính quốc gia Hồ Chí Minh.[6]

## Sự nghiệp
Sau khi tốt nghiệp Cao đẳng Ngân hàng một năm, từ tháng 12 năm 1996, ông bắt đầu sự nghiệp của mình ở vị trí cán bộ kinh doanh đối ngoại Chi nhánh quận Ba Đình, thành phố Hà Nội của VietinBank cho đến tháng 12 năm 2000.
Tháng 1 năm 2001 đến tháng 5 năm 2003, ông làm thư ký Tổng Giám đốc VietinBank.
Tháng 6 năm 2003 đến tháng 2 năm 2006, ông là Phó Chánh Văn phòng kiêm thư ký Tổng giám đốc VietinBank
Ngày 19 tháng 5 năm 2003, ông gia nhập Đảng Cộng sản Việt Nam.
Từ tháng 3 năm 2006 đến tháng 8 năm 2008, ông giữ chức Phó Trưởng phòng Khách hàng Doanh nghiệp lớn của VietinBank
Từ tháng 9 năm 2008 đến tháng 12 năm 2009, ông giữ chức Trưởng phòng Khách hàng Doanh nghiệp lớn của VietinBank
Tháng 1 năm 2010 đến tháng 5 năm 2011, ông là Giám đốc VietinBank chi nhánh thành phố Hà Nội.
Từ tháng 6 năm 2011 đến ngày 25 tháng 12 năm 2011, ông là thành viên hội đồng quản trị, Quyền Tổng Giám đốc VietinBank 
Từ ngày 26 tháng 12 năm 2011 đến ngày 28 tháng 4 năm 2014, ông là thành viên hội đồng quản trị kiêm Tổng Giám đốc VietinBank
Ngày 29 tháng 4 năm 2014, ông trở thành Chủ tịch Hội đồng quản trị VietinBank
Ngày 26 tháng 1 năm 2016, ông được bầu làm ủy viên dự khuyết Ban Chấp hành Trung ương Đảng Cộng sản Việt Nam khóa XII nhiệm kì 2015-2020.
Ngày 22 tháng 5 năm 2016, ông trúng cử Đại biểu Quốc hội Việt Nam khóa 14 tại đơn vị bầu cử Hà Nội.

### Tỉnh Quảng Ninh
Ngày 13 tháng 7 năm 2019, Bộ Chính trị đã luân chuyển, chỉ định ông tham gia Ban Chấp hành, Ban Thường vụ Tỉnh ủy Quảng Ninh (nhiệm kỳ 2015 - 2020) và được bầu giữ chức Phó Chủ tịch UBND tỉnh Quảng Ninh khóa XIII (nhiệm kỳ 2016 - 2021) với số phiếu đạt 66/67 phiếu, đạt 98,5% số đại biểu có mặt, đạt 89,1% tổng số đại biểu HĐND tỉnh.
Ngày 27 tháng 6 năm 2019, tại Kỳ họp thứ 40, Ban Chấp hành Đảng bộ tỉnh Quảng Ninh khóa 14, ông được Ban Chấp hành Đảng bộ tỉnh Quảng Ninh bầu làm Phó Bí thư Tỉnh ủy Quảng Ninh nhiệm kì 2015-2020.
Ngày 5 tháng 7 năm 2019, tại Kỳ họp thứ 12 (kỳ họp bất thường) HĐND tỉnh Quảng Ninh khóa XIII, nhiệm kỳ 2016-2021, ông được bầu làm Chủ tịch Ủy ban nhân dân tỉnh Quảng Ninh nhiệm kỳ 2016-2021.
Ngày 16 tháng 5 năm 2020, UBTV Quốc hội đã ban hành Nghị quyết số 942/NQ-UBTVQH14 về việc phê chuẩn kết quả bầu Trưởng đoàn Đại biểu Quốc hội khóa XIV tỉnh Quảng Ninh.
Ngày 26 tháng 9 năm 2020, tại hội nghị lần thứ nhất BCH Đảng bộ tỉnh Quảng Ninh khoá XV, nhiệm kỳ 2020 - 2025, ông tiếp tục được bầu làm Phó Bí thư tỉnh ủy Quảng Ninh khóa XV.

### Bí thư Tỉnh ủy Điện Biên
Quyết định của Bộ Chính trị ngày 11 tháng 10 năm 2020 về công tác cán bộ được ông Phạm Minh Chính, Ủy viên Bộ Chính trị, Trưởng ban Tổ chức Trung ương, trao cho ông Thắng chiều 11/10, tại trụ sở Tỉnh ủy Quảng Ninh. Ông Thắng sẽ thôi tham gia Ban Chấp hành, Ban Thường vụ Tỉnh ủy Quảng Ninh, chỉ định tham gia Ban Chấp hành, Ban Thường vụ và giới thiệu bầu làm Bí thư Tỉnh ủy Điện Biên nhiệm kỳ 2020-2025.
Trong chương trình Đại hội Đảng bộ tỉnh Điện Biên lần thứ XIV nhiệm kỳ 2020-2025, chiều ngày 14 tháng 10 năm 2020, Nguyễn Văn Thắng được tín nhiệm bầu giữ chức Bí thư Tỉnh ủy Điện Biên.
Ngày 22 tháng 10 năm 2020, UBTV Quốc hội đã ban hành Nghị quyết số 1038/NQ-UBTVQH14, Ông Nguyễn Văn Thắng chuyển sinh hoạt từ Đoàn đại biểu Quốc hội tỉnh Quảng Ninh đến Đoàn đại biểu Quốc hội tỉnh Điện Biên.
Ngày 30 tháng 1 năm 2021, tại Đại hội Đại biểu toàn quốc Đảng Cộng sản Việt Nam khóa XIII, ông được bầu làm Ủy viên chính thức Ban Chấp hành Trung ương Đảng Cộng sản Việt Nam khoá XIII.

### Chủ tịch Hội đồng quản trịVietinBank
Dưới thời ông Nguyễn Văn Thắng, VietinBank đã có thương vụ M&A lớn khi hoàn tất việc bán 19,73% cổ phần cho cổ đông chiến lược là The Bank of Tokyo-Mitsubishi UFJ, Ltd.

### Trung ương Đảng
Ngày 26 tháng 1 năm 2016, ông được bầu làm ủy viên dự khuyết Ban Chấp hành Trung ương Đảng Cộng sản Việt Nam khóa XII nhiệm kì 2015-2020.
Ngày 30 tháng 1 năm 2021, tại Đại hội Đại biểu toàn quốc Đảng Cộng sản Việt Nam khóa XIII, ông được bầu làm Ủy viên chính thức Ban Chấp hành Trung ương Đảng Cộng sản Việt Nam khoá XIII.

### Đại biểu Quốc hội Việt Nam khóa XIV, XV
Ngày 22 tháng 5 năm 2016, Nguyễn Văn Thắng trúng cử Đại biểu Quốc hội Việt Nam khóa 14 tại thành phố Hà Nội.
Ngày 24 tháng 12 năm 2020, Theo Nghị quyết số 1118/NQ-UBTVQH14, Ủy ban Thường vụ Quốc hội phê chuẩn kết quả bầu ông Nguyễn Văn Thắng, Ủy viên dự khuyết Ban Chấp hành Trung ương Đảng, Bí thư Tỉnh ủy Điện Biên, đại biểu Quốc hội khóa XIV giữ chức vụ Trưởng Đoàn đại biểu Quốc hội khóa XIV tỉnh Điện Biên.
- 7/2021: Đại biểu Quốc hội khóa XV, Ủy viên Ủy ban Kinh tế của Quốc hội và Trưởng Đoàn ĐBQH tỉnh Điện Biên, Tổ trưởng Tổ Đảng.

#### Ủng hộ dự Luật đặc khu
Ngày 23 tháng 5 năm 2018, tại kì họp thứ 5 năm 2018, khi thảo luận tại nghị trường Quốc hội Việt Nam về dự án Luật Đơn vị hành chính - kinh tế đặc biệt Vân Đồn, Bắc Vân Phong, Phú Quốc (gọi là các đặc khu), ông Thắng bày tỏ sự hoàn toàn đồng tình thống nhất với các nội dung của dự luật này, đồng thời đề nghị bổ sung 3 ngành cần ưu đãi là tài chính ngân hàng, giáo dục đào tạo, và y tế bên cạnh nghỉ dưỡng, khách sạn và casino.

### Bộ truởng Bộ Giao thông vận tải
Ngày 21 tháng 10 năm 2022, tại kỳ họp thứ tư, ông được Quốc hội Việt Nam khóa XV bầu làm Bộ trưởng Bộ Giao thông vận tải nhiệm kỳ 2021 - 2026 theo đề nghị của Thủ tướng Phạm Minh Chính, thay thế cho ông Nguyễn Văn Thể vừa được Quốc hội miễn nhiệm.
Sáng 22/10/2022, tại Trụ sở Chính phủ, Thủ tướng Chính phủ Phạm Minh Chính dự lễ công bố và trao quyết định của Chủ tịch nước bổ nhiệm Bộ trưởng Bộ GTVT đối với ông.
Sáng 23/10/2022, tại Trụ sở Bộ GTVT, Bộ GTVT tổ chức Hội nghị bàn giao nhiệm vụ Bộ trưởng Bộ GTVT giữa nguyên Bộ trưởng Bộ GTVT Nguyễn Văn Thể và tân Bộ trưởng Bộ GTVT Nguyễn Văn Thắng. Tại Hội nghị, ông Nguyễn Văn Thể - Ủy viên BCH Trung ương Đảng, Bí thư Đảng ủy Khối các cơ quan Trung ương, nguyên Bộ trưởng Bộ GTVT chính thức bàn giao công việc Bộ trưởng Bộ GTVT cho người kế nhiệm là ông Nguyễn Văn Thắng - Ủy viên BCH Trung ương Đảng, tân Bộ trưởng Bộ GTVT.
Ngày 23 tháng 11 năm 2022, Thủ tướng Chính phủ Phạm Minh Chính ký Quyết định số 1452/QĐ-TTg, kiện toàn chức danh Phó Chủ tịch Thường trực Ủy ban An toàn giao thông Quốc gia. Theo đó, ông Thắng là Phó Chủ tịch Thường trực của Ủy ban này.
Chiều ngày 28 tháng 11 năm 2024, tại kỳ họp thứ tám, Quốc hội khoá XV biểu quyết thông qua Nghị quyết phê chuẩn đề nghị của Thủ tướng Phạm Minh Chính về việc miễn nhiệm chức vụ Bộ trưởng Bộ Giao thông vận tải nhiệm kỳ 2021-2026 với ông Nguyễn Văn Thắng.

### Bộ trưởng Bộ Tài chính
Ngày 28 tháng 11 năm 2024, tại kỳ họp thứ tám, Quốc hội khoá XV biểu quyết thông qua nghị quyết phê chuẩn đề nghị của Thủ tướng Phạm Minh Chính về việc bổ nhiệm Bộ trưởng Bộ Tài chính nhiệm kỳ 2021-2026 đối với ông Nguyễn Văn Thắng bằng hình thức biểu quyết điện tử.
Kết quả, có 452 đại biểu tham gia biểu quyết (bằng 94,36% tổng số đại biểu), có 452 đại biểu tán thành (bằng 94,36% tổng số đại biểu).

## Tranh cãi
Ngày 18/5/2020, UBND tỉnh Quảng Ninh có Quyết định công nhận Hiệu trưởng Trường Đại học Hạ Long. Theo đó, ông Nguyễn Văn Thắng, Chủ tịch UBND tỉnh Quảng Ninh kiêm nhiệm giữ chức vụ Hiệu trưởng Trường Đại học Hạ Long, nhiệm kỳ 2020 – 2025. Sự việc khiến báo chí và dư luận có nhiều quan điểm trái chiều về tính khả thi, hợp pháp của quyết định bổ nhiệm và kiêm nhiệm này. Tuy nhiên, theo ông Phùng Xuân Nhạ - Bộ trưởng Bộ Giáo dục và Đào tạo thời kì đó cho biết thì theo báo cáo của Trường Đại học Hạ Long gửi Bộ, việc Chủ tịch UBND tỉnh kiêm nhiệm chức vụ hiệu trưởng nhà trường trong giai đoạn hiện nay nhằm đảm bảo sự lãnh đạo, chỉ đạo của Tỉnh ủy, UBND tỉnh đối với một trường mới thành lập.
Chia sẻ với tờ Tiền phong, Bộ trưởng Bộ Nội vụ thời kì đó, ông Lê Vĩnh Tân cho biết “Chủ tịch UBND tỉnh kiêm nhiệm chức danh gì đó trong đơn vị sự nghiệp nào đó thì luật pháp chưa thấy quy định”, việc Chủ tịch UBND tỉnh làm Hiệu trưởng, cá nhân ông “mới nghe nói lần đầu”, chưa có tiền lệ.

## Phong tặng
- Bằng khen của Thống đốc Ngân hàng Nhà nước Việt Nam (năm 2008)[4]
- Bằng khen Thủ tướng Chính phủ (theo QĐ số 1722/QĐ-TTg ngày 14/11/2012)[6]
- Chiến sỹ Thi đua cấp Ngành năm 2012 (theo QĐ số 2698/QĐ-NHNN ngày 18/11/2013)[6]